# Martin Bormann
Martin Bormann (ur. 17 czerwca 1900 w Wegeleben, zm. 2 maja 1945 w Berlinie) – niemiecki działacz partyjny, biurokrata, polityk i bojówkarz, jeden z przywódców i najpotężniejszych dygnitarzy III Rzeszy uważany za jej szarą eminencję, szef Kancelarii Partii, sekretarz Wodza, poseł do Reichstagu, minister bez teki, członek Komitetu Trzech, Reichsleiter i honorowy SS-Obergruppenführer oraz zbrodniarz wojenny skazany w procesach norymberskich in absentia na karę śmierci. Założyciel Hilfskasse der NSDAP, NSKK i Adolf-Hitler-Spende der deutschen Wirtschaft, współtwórca Volkssturmu, szef Freikorpsu Sauerland. Orędownik prześladowań Żydów, chrześcijan i Słowian. Uczestnik I wojny światowej, rewolucji listopadowej i puczu monachijskiego.
Posiadał ogromną władzę, wykorzystując swoją pozycję prywatnego sekretarza Adolfa Hitlera do kontrolowania przepływu informacji i dostępu do wodza III Rzeszy. Wykorzystał swoją pozycję do stworzenia rozbudowanej biurokracji partyjnej i jak największego zaangażowania się w podejmowanie decyzji państwowych.

## Wczesne życie i edukacja
Urodzony w Wegeleben (obecnie w Saksonii-Anhalt) w Królestwie Prus w Cesarstwie Niemieckim, był synem Theodora Bormanna, pracownika poczty, i jego drugiej żony Antonie Bernhardine Mennong. Wychowywał się w rodzinie luterańskiej. Miał dwoje przyrodniego rodzeństwa (Else i Walter Bormann) z wcześniejszego małżeństwa ojca z Louise Grobler, która zmarła w 1898 roku. Ponadto Antonie Bormann urodziła trzech synów, z których jeden zmarł w dzieciństwie. Theodor zmarł, gdy Bormann miał trzy lata, a jego matka wkrótce ponownie wyszła za mąż.
Bormann uczęszczał do liceum rolniczego do czasu gdy przerwał naukę w czerwcu 1918 roku, aby w ostatnich dniach I wojny światowej wstąpić do 55. Pułku Artylerii Polowej jako kanonier. Nigdy nie brał udziału w akcji, ale służył w garnizonie do lutego 1919 roku. Po zakończeniu służby, przez krótki czas był zarządcą majątku dużego gospodarstwa w Meklemburgii.
Wkrótce po rozpoczęciu pracy w majątku wstąpił do antysemickiego stowarzyszenia ziemian. Gdy hiperinflacja w Republice Weimarskiej spowodowała, że pieniądze były bezwartościowe a żywność przechowywana w gospodarstwach rolnych i posiadłościach stawała się coraz bardziej wartościowa, w wielu posiadłościach, w tym Bormanna, stacjonowały jednostki Freikorps, które chroniły uprawy przed grabieżą. Sam Bormann wstąpił do organizacji Freikorps kierowanej przez Gerharda Roßbacha w 1922 roku, pełniąc funkcję kierownika sekcji i skarbnika.
17 marca 1924 Bormann został skazany, jako wspólnik Rudolfa Hössa (późniejszego komendanta obozu Auschwitz), na rok pozbawienia wolności za udział w zabójstwie Waltera Kadowa. Karę odbywał w więzieniu Elisabethstrasse. Sprawcy wierzyli, że Kadow powiadomił francuskie władze okupacyjne w Zagłębiu Ruhry, że inny członek Freikorps, Albert Leo Schlageter, przeprowadza operacje sabotażowe przeciwko francuskiemu przemysłowi. Schlageter został aresztowany i stracony 23 maja 1923. W nocy 31 maja Höss, Bormann i kilku innych zabrali Kadowa na łąkę za miastem, gdzie został pobity i zamordowany poprzez poderżnięcie mu gardła.
Po przyznaniu się jednego ze sprawców, w lipcu policja odkopała ciało i postawiła zarzuty. Bormann został zwolniony z więzienia w lutym 1925. Następnie dołączył do Frontbann, paramilitarnej organizacji partii nazistowskiej utworzonej w celu zastąpienia Sturmabteilung, zlikwidowanej w następstwie nieudanego puczu monachijskiego. Bormann powrócił do swojej pracy w Meklemburgii i pozostał tam do maja 1926, kiedy przeniósł się z matką do Oberweimaru.

## Kariera w NSDAP

### Początki
W 1927 Bormann wstąpił do NSDAP dostając numer członkowski 60 508. 1 stycznia 1937 wstąpił do Schutzstaffel dostając numer członkowski 278 267. Na specjalny rozkaz Heinricha Himmlera w 1938 zmieniono jego numer członka SS na 555, aby odzwierciedlić jego status Alter Kämpfer (Starego Wiarusa).
Bormann podjął pracę w Der Nationalsozialist, tygodniku redagowanym przez członka partii nazistowskiej Hansa Severusa Zieglera, który był zastępcą Gauleitera (przywódcy partii w regionie) w Turyngii. Po wstąpieniu do partii w 1927 rozpoczął obowiązki jako regionalny rzecznik prasowy, ale jego brak umiejętności przemawiania publicznego sprawił, że nie nadawał się na to stanowisko. Wkrótce wykorzystał swoje umiejętności organizacyjne jako menedżer handlowy w Gau (regionie).
W październiku 1928 przeniósł się do Monachium, gdzie pracował w biurze ubezpieczeniowym Sturmabteilung (SA). Początkowo partia nazistowska zapewniała ubezpieczenie przez firmy ubezpieczeniowe członkom, którzy zostali ranni lub zabici w częstych brutalnych potyczkach z członkami innych partii politycznych. Ponieważ towarzystwa ubezpieczeniowe nie chciały wypłacić odszkodowań z tytułu takiej działalności, w 1930 roku Bormann utworzył Hilfskasse der NSDAP (Fundusz Pomocniczy Partii Nazistowskiej), fundusz zasiłkowo-zapomogowy administrowany bezpośrednio przez partię. Każdy członek partii był zobowiązany do płacenia składek i mógł otrzymać odszkodowanie za obrażenia odniesione podczas prowadzenia działalności partyjnej. Wypłaty z funduszu były dokonywane wyłącznie według uznania Bormanna.
Z czasem zaczął zyskiwać reputację eksperta finansowego, a wielu członków partii czuło się wobec niego osobiście dłużnikami po otrzymaniu świadczeń z funduszu. Oprócz określonego celu, fundusz był wykorzystywany jako ostatnie źródło finansowania partii nazistowskiej, której w tamtym czasie chronicznie brakowało pieniędzy. Po sukcesie partii nazistowskiej w wyborach powszechnych w 1930, w której zdobyli 107 mandatów, członkostwo w partii gwałtownie wzrosło. Do 1932 fundusz zbierał 3 miliony reichsmarek rocznie.
Bormann pracował również w sztabie SA w latach 1928–1930, gdzie założył Narodowosocjalistyczny Korpus Motorowy. Organizacja była odpowiedzialna za koordynację wykorzystania pojazdów silnikowych należących do członków partii, a później rozszerzona o szkolenie członków w zakresie umiejętności motoryzacyjnych.

### Reichsleiter i szef kancelarii partyjnej
Po Machtergreifung (niemieckie pojęcie określające przejęcie władzy przez partię nazistowską) w styczniu 1933 fundusz zapomogowy został przekształcony w ubezpieczenie od następstw nieszczęśliwych wypadków i mienia, w związku z czym Bormann zrezygnował z jego administrowania. Bormann złożył wniosek o przeniesienie i został przyjęty na stanowisko szefa sztabu w gabinecie zastępcy Führera Rudolfa Hessa, 1 lipca 1933 roku. Bormann był także osobistym sekretarzem Hessa od lipca 1933 do 12 maja 1941. Departament Hessa był odpowiedzialny za rozstrzyganie sporów wewnątrz partii i działał jako pośrednik między partią a państwem w zakresie decyzji politycznych i ustawodawstwa. Bormann wykorzystał swoją pozycję do stworzenia rozległej biurokracji i zaangażowania się w podejmowanie decyzji, jeżeli było to tylko możliwe.

#### Reichsleiter i deputowany
10 października 1933 Hitler mianował Bormanna Reichsleiterem (przywódcą krajowym partii – drugim najwyższym stopniem politycznym) NSDAP, a w listopadzie został mianowany deputowanym do Reichstagu. W czerwcu 1934 Bormann zdobył akceptację w wewnętrznym kręgu wodza III Rzeszy i towarzyszył mu wszędzie, dostarczając odpraw i podsumowań wydarzeń i próśb.
W 1935 został mianowany nadzorcą remontów w Berghofie, posiadłości Hitlera w Obersalzbergu. Na początku lat 30. Hitler kupił posiadłość, którą wynajmował od 1925 jako ośrodek wypoczynkowy. Po objęciu funkcji kanclerza Hitler opracował plany rozbudowy i przebudowy głównego domu i powierzył Bormannowi nadzór nad budową. Bormann zlecił budowę koszar dla esesmanów, dróg i chodników, garaży dla samochodów, pensjonatu, kwater dla personelu i innych udogodnień. Zachowując tytuł we własnym imieniu, Bormann wykupywał sąsiednie gospodarstwa, dopóki cały kompleks nie objął 10 kilometrów kwadratowych. Członkowie wewnętrznego kręgu Führera zaczynając od Hermanna Göringa, Alberta Speera i samego Bormanna budowali swoje domy w okolicy.
Bormann zlecił budowę Kehlsteinhaus (Orlego Gniazda), herbaciarni zaprojektowanej nad Berghofem, jako prezent dla Hitlera na jego pięćdziesiąte urodziny (20 kwietnia 1939). Hitler rzadko korzystał z budynku, ale Bormann lubił robić wrażenie na gościach, zabierając ich tam.

#### Klucz do Hitlera
Podczas gdy Führer przebywał w Berghofie, Bormann był tam stale obecny i działał jako jego osobisty sekretarz. W tym charakterze zaczął kontrolować przepływ informacji i dostęp do wodza, który w tym okresie przekazał Bormannowi nawet kontrolę nad swoimi finansami osobistymi. Oprócz pensji kanclerza i prezydenta, dochody Hitlera obejmowały pieniądze zebrane z tantiem zebranych na jego książce Mein Kampf oraz wykorzystanie jego wizerunku na znaczkach pocztowych.

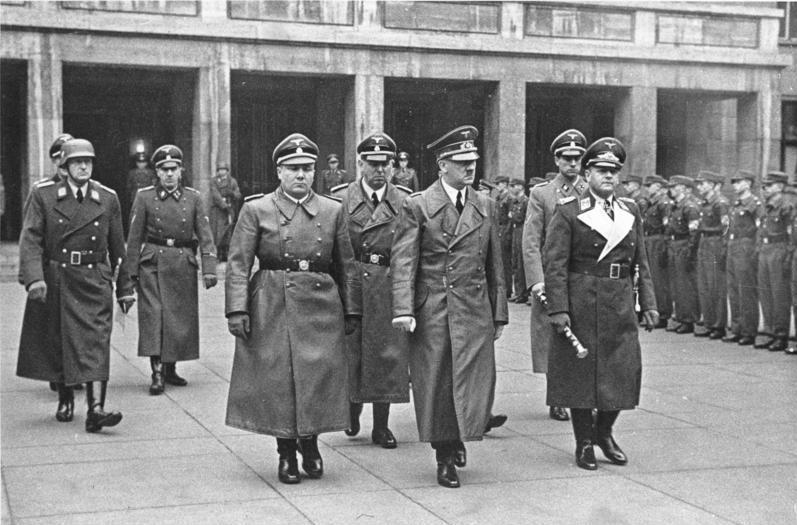
Martin Bormann i Adolf Hitler, 1941

Bormann założył fundusz Adolf-Hitler-Spende der deutschen Wirtschaft, który zbierał pieniądze od niemieckich przemysłowców w jego imieniu. Część funduszy otrzymanych w ramach tego programu została wypłacona różnym przywódcom partyjnym, ale Bormann zachował większość na własny użytek Führera.
Zastępca Führera uzyskał w międzyczasie ostateczną zgodę na nominacje pracowników w służbie cywilnej, sam Bormann przeglądał akta personalne i podejmował decyzje dotyczące nominacji. Władza ta rzutowała na kompetencje ministra spraw wewnętrznych Wilhelma Fricka.
Bormann podróżował wszędzie za Hitlerem, włączając w to podróże do anektowanej po Anschlussie Austrii w 1938 roku i do Kraju Sudetów po podpisaniu układu monachijskiego w tym samym roku. W 1938 powierzono mu zorganizowanie Zjazdu Norymberskiego Partii w 1938, ważnego dorocznego wydarzenia partyjnego.
Hitler celowo rozgrywał czołowych członków partii przeciwko sobie. W ten sposób podsycał nieufność, rywalizację i wewnętrzne walki wśród swoich podwładnych w celu konsolidacji i maksymalizacji własnej władzy. Zazwyczaj nie wydawał pisemnych rozkazów; zamiast tego komunikował je ustnie lub kazał je przekazać za pośrednictwem Bormanna. Wypadnięcie z łask Bormanna oznaczało, że dostęp do Hitlera został odcięty. Martin Bormann okazał się mistrzem zawiłych walk politycznych. Wraz ze zdolnością kontrolowania dostępu do Hitlera umożliwiło mu to ograniczenie władzy Josepha Goebbelsa, Hermanna Göringa, Heinricha Himmlera, Alfreda Rosenberga, Roberta Leya, Hansa Franka, Alberta Speera i wielu innych wysokich rangą urzędników oraz funkcjonariuszy partyjnych, z których wielu stało się jego wrogami. To m.in. za jego sprawą bezwzględna i ciągła intryga o władzę, wpływy i przychylność Führera zaczęła charakteryzować wewnętrzne działania III Rzeszy.

#### Brunatna eminencja
W miarę postępu II wojny światowej uwaga Hitlera skupiała się coraz bardziej na sprawach zagranicznych i prowadzeniu wojny z wykluczeniem wszystkiego innego. Rudolf Heß, który nie był bezpośrednio zaangażowany w żadne z tych przedsięwzięć, był coraz bardziej odsuwany od spraw narodu i uwagi Hitlera przez własnego sekretarza – Bormanna, który z powodzeniem zastąpił Hessa w wielu jego obowiązkach i uzurpował sobie jego pozycję u boku Hitlera. Sam Hess obawiając się, że Niemcy staną w obliczu wojny na dwóch frontach w miarę postępów Operacji Barbarossa – inwazji na Związek Radziecki, która miała mieć miejsce jeszcze w tym samym roku, samotnie poleciał do Wielkiej Brytanii 10 maja 1941, z zamiarem negocjacji pokojowych z rządem brytyjskim. Po przybyciu został aresztowany i resztę wojny spędził jako więzień brytyjski, ostatecznie otrzymując karę dożywocia za zbrodnie przeciwko pokojowi oraz spisek z innymi niemieckimi przywódcami w celu popełnienia zbrodni. Hitler opisał lot Hessa jako jeden z najgorszych ciosów w jego życiu uważając go za zdrajcę oraz nakazując go rozstrzelać w przypadku powrotu do Niemiec.
12 maja 1941 Adolf Hitler zlikwidował stanowisko zastępcy Führera, przekazując dawne obowiązki Hessa Bormannowi, wraz z tytułem szefa Parteikanzlei (Kancelarii Partii).

##### Minister bez teki
Na tym stanowisku Martin Bormann był odpowiedzialny za wszystkie nominacje w partii odpowiadając za swe działania wyłącznie przed Hitlerem. Na dodatek na mocy dekretu Führera (tzw. Führererlass) z 29 maja Bormann zastąpił Hessa w sześcioosobowej Radzie Ministrów Obrony Rzeszy, która działała jako gabinet wojenny. Jednocześnie otrzymując rangę gabinetu równą Ministrowi Rzeszy bez teki był odtąd w kuluarach nazywany przez współpracowników „Brunatną Eminencją”, chociaż nigdy wprost.
Na początku 1943 wojna spowodowała kryzys w związku z niewystarczającą liczbą pracowników dla potrzeb przemysłu wojennego Hitler stworzył trzyosobowy komitet złożony z przedstawicieli państwa, wojska i partii w celu scentralizowania kontroli nad gospodarką wojenną. W skład komitetu weszli Hans Lammers (szef Kancelarii Rzeszy), feldmarszałek Wilhelm Keitel, szef Oberkommando der Wehrmacht (OKW) i kontrolujący partię Bormann. Komitet miał samodzielnie proponować środki niezależnie od życzeń różnych ministerstw, przy czym Hitler zastrzegał sobie większość ostatecznych decyzji. Komitet, znany wkrótce jako Dreierausschuß (tzw. Komitet Trzech), zebrał się jedenaście razy w okresie od stycznia do sierpnia 1943 r. przy dezaprobacie i oporze ze strony ministrów rządu Hitlera, którzy kierowali głęboko zakorzenionymi strefami wpływów i zostali wykluczeni z komitetu. Postrzegając to jako zagrożenie dla ich władzy, Joseph Goebbels, Hermann Göring i Albert Speer zawiązali konieczny sojusz, aby go obalić. W rezultacie działań ministrów rządu nic się nie zmieniło, a Komitet Trzech stał się nieistotny.

### Kirchenkampf
Podczas gdy artykuł 24 Narodowego Programu Socjalistycznego wzywał do warunkowej tolerancji wyznań chrześcijańskich, a w 1933 podpisano Reichskonkordat (Konkordat Rzeszy) z Watykanem, mający gwarantować katolikom wolność religijną, Hitler uważał, że chrześcijaństwo jest zasadniczo niezgodne z nazizmem, Bormann zaś, który był zdecydowanie antychrześcijański, zgodził się; publicznie oświadczył w 1941, że „Narodowy Socjalizm i Chrześcijaństwo są nie do pogodzenia”. Jednak jego powtarzające się wrogie wypowiedzi przeciwko Kościołowi wskazywały jego podwładnym, że kontynuowanie Kirchenkampf (walki kościelnej) będzie tolerowane, a nawet zachęcane.
Martin Bormann był jednym z czołowych orędowników trwających prześladowań kościołów chrześcijańskich. W lutym 1937 zadekretował, że duchowni nie powinni być przyjmowani do partii nazistowskiej. W następnym roku orzekł, że wszyscy duchowni piastujący urzędy partyjne powinni zostać odwołani, a każdy członek partii, który rozważał wstąpienie do duchowieństwa, musi zrezygnować z członkostwa w partii. Podczas gdy naciski Bormanna na zmuszenie do zamknięcia wydziałów teologicznych na uniwersytetach Rzeszy nie powiodły się, był w stanie zredukować liczbę lekcji religii zapewnianych w szkołach publicznych do dwóch godzin tygodniowo i nakazał usunięcie krucyfiksów z sal lekcyjnych. Albert Speer zauważa w swoich pamiętnikach, że podczas opracowywania planów Welthauptstadt Germania, planowanej odbudowy Berlina, Bormann powiedział mu, że kościołom nie wolno przydzielać żadnych placów budowy.
W ramach kampanii przeciwko Kościołowi katolickiemu Gestapo skonfiskowało setki klasztorów w Niemczech i Austrii, a ich mieszkańców wygnano. W 1941 katolicki biskup Münster, Clemens August Graf von Galen, publicznie zaprotestował przeciwko tym prześladowaniom i Akcji T4, nazistowskiemu programowi przymusowej eutanazji, w ramach którego mieli być zabijani psychicznie chorzy, fizycznie zdeformowani i nieuleczalnie chorzy. W serii kazań, które spotkały się z międzynarodowym zainteresowaniem, skrytykował program jako nielegalny i niemoralny. Jego kazania doprowadziły do szerokiego ruchu protestu wśród przywódców kościelnych, który był jak dotąd najsilniejszym protestem przeciwko polityce nazistowskiej. Bormann i inni wezwali do powieszenia Galena, ale Hitler i Goebbels doszli do wniosku, że śmierć Galena będzie postrzegana jedynie jako męczeństwo i doprowadzi do dalszych niepokojów. Hitler postanowił zająć się tą sprawą po zakończeniu wojny. George Mosse pisał o wierzeniach Bormanna:
„[Wierzył, że] Bóg jest obecny, ale jako siła światowa, która kieruje prawami życia, które zrozumieli tylko naziści. Ten niechrześcijański teizm, związany z nordycką krwią, był obecny w Niemczech na długo przed tym, jak Bormann spisał swoje własne przemyślenia na ten temat. Teraz musi zostać przywrócona i należy unikać katastrofalnych błędów minionych stuleci, które oddały władzę państwa w ręce Kościoła. Gauleiterom doradza się, aby podbili wpływy Kościołów chrześcijańskich, utrzymując je w podziale, zachęcając do partykularyzmu wśród nich”.

### Osobisty sekretarz Führera
Zawsze stał u boku Hitlera, jako jego zastępca i osobisty sekretarz cieszył się absolutnym zaufaniem Führera, który powtarzał: „Aby wygrać wojnę, potrzebuję Bormanna!”. Zaabsorbowany sprawami wojskowymi i spędzający większość czasu w swojej kwaterze wojskowej na froncie wschodnim, Hitler coraz bardziej polegał na Bormannie, który zajmował się polityką wewnętrzną kraju. 12 kwietnia 1943 został oficjalnie mianowany osobistym sekretarzem Führera uzyskując de facto kontrolę nad wszystkimi sprawami krajowymi oraz prawo do oficjalnego działania w każdej sprawie.
Bormann niezmiennie był zwolennikiem skrajnie surowych, radykalnych środków, jeśli chodzi o traktowanie Żydów, podbitych ludów wschodnich i jeńców wojennych. Podpisał dekret z 31 maja 1941 rozszerzający ustawy norymberskie z 1935 na anektowane terytoria wschodnie. Następnie podpisał dekret z 9 października 1942 przewidujący, że trwałego ostatecznego rozwiązania w Niemczech nie można już rozwiązać przez emigrację, a jedynie przez użycie „bezwzględnej siły w specjalnych obozach Wschodu”, czyli eksterminacji. Kolejny dekret, podpisany przez Bormanna 1 lipca 1943, przyznał Adolfowi Eichmannowi absolutną władzę nad Żydami, którzy teraz znaleźli się pod wyłączną jurysdykcją Gestapo.
Wiedząc, że Hitler uważał Słowian za rasę podludzi, Bormann sprzeciwiał się wprowadzeniu niemieckiego prawa karnego na podbitych terytoriach wschodnich. Lobbował i ostatecznie osiągnął ścisły odrębny kodeks karny, który wprowadził stan wojenny dla polskich i żydowskich mieszkańców tych terenów. „Edykt o praktykach karnych przeciwko Polakom i Żydom na włączonych ziemiach wschodnich”, ogłoszony 4 grudnia 1941, dopuszczał kary cielesne i kary śmierci nawet za najdrobniejsze przestępstwa.
Martin Bormann popierał twardą postawę Ericha Kocha, Komisarza Rzeszy w Komisariacie Rzeszy Ukrainy, w jego brutalnym traktowaniu Słowian. Alfred Rosenberg, pełniący funkcję szefa Ministerstwa Rzeszy ds. Okupowanych Terytoriów Wschodnich, opowiadał się za bardziej umiarkowaną polityką. Po zwiedzeniu kołchozów wokół Winnicy na Ukrainie Bormann martwił się o zdrowie i dobrą kondycję fizyczną ludności, ponieważ obawiał się, że mogą one stanowić zagrożenie dla reżimu. Po rozmowie z Hitlerem wystosował do Rosenberga wytyczne dotyczące polityki, które częściowo brzmiały:
„Słowianie mają dla nas pracować. O ile ich nie potrzebujemy, mogą umrzeć. Płodność Słowian jest niepożądana. Jeśli chodzi o pożywienie, nie powinni dostawać więcej niż to konieczne. Jesteśmy mistrzami; jesteśmy pierwsi”.
Bormann i Himmler byli współodpowiedzialni za stworzenie i organizację Volkssturmu, który wcielił wszystkich pozostałych pełnosprawnych mężczyzn w wieku od 16 do 60 lat do formacji pospolitego ruszenia. 18 października 1944 słabo wyposażeni i wyszkoleni zostali wysłani do walka na froncie wschodnim, gdzie zginęło ich blisko 175 tysięcy.
W październiku 1944 Martin Bormann został mianowany przez Hitlera szefem Freikorpsu – Freikorps Sauerland.

### Ostatnie dni w Berlinie
W ostatnich miesiącach wojny Hitler przeniósł swoją kwaterę główną do bunkra, który znajdował się pod ogrodem Kancelarii Rzeszy w Berlinie.
Sowiecka operacja berlińska rozpoczęła się 16 kwietnia 1945. Do 19 kwietnia Armia Czerwona zaczęła okrążać miasto. 20 kwietnia, w swoje 56. urodziny, Hitler odbył swoją ostatnią podróż na powierzchnię miasta. W zrujnowanym ogrodzie Kancelarii Rzeszy wręczył żelazne krzyże chłopcom–żołnierzom Hitlerjugend. Tego popołudnia Berlin został po raz pierwszy zbombardowany przez sowiecką artylerię. 23 kwietnia Albert Bormann opuścił kompleks bunkra i poleciał do Obersalzbergu, gdyż on i kilku innych otrzymało od Hitlera rozkaz opuszczenia Berlina.
We wczesnych godzinach rannych 29 kwietnia 1945 Wilhelm Burgdorf, Joseph Goebbels, Hans Krebs i Martin Bormann byli świadkami spisania przez Führera testamentu, w którym opisał on Bormanna jako „mojego najwierniejszego towarzysza partyjnego” i mianował go wykonawcą testamentu. Uznaje się, że tej samej nocy Adolf Hitler poślubił Evę Braun w cywilnej ceremonii.
Gdy wojska radzieckie kontynuowały walkę w centrum Berlina coraz bardziej zbliżając się do bunkra, po południu 30 kwietnia Adolf Hitler i Eva Braun popełnili samobójstwo. Eva Braun wzięła cyjanek, a Hitler zastrzelił się. Zgodnie z poleceniem Hitlera ich ciała wywieziono do ogrodu Kancelarii Rzeszy i spalono. Następnie zgodnie z ostatnim życzeniem Bormann został mianowany Ministrem Partii, tym samym oficjalnie potwierdzając swoją najwyższą pozycję w Partii. Wielki Admirał Karl Dönitz został mianowany nowym Prezydentem, a Joseph Goebbels został szefem rządu i kanclerzem. Goebbelsowie popełnili samobójstwo jeszcze tego samego dnia.

### Śmierć
Po raz ostatni Bormann był widziany w nocy z 1 na 2 maja, gdy wraz z Ludwigiem Stumpfegerem usiłował pieszo wydostać się z oblężonego Berlina. Od tej pory jego losy przez wiele lat nie były znane, choć Artur Axmann zeznał, że gdy sam próbował się wydostać z miasta, natknął się na leżące obok siebie ciała Bormanna i Stumpfeggera. Mimo wysiłków alianckich władz zwłok jednak nie odnaleziono.
W październiku 1946, w czasie procesu norymberskiego, Martin Bormann został zaocznie (in absentia) skazany na karę śmierci.
Jeszcze przez dwie dekady donoszono o rzekomym pojawianiu się Bormanna w Europie i Ameryce Południowej, o nieudanej operacji plastycznej, jakiej miał się poddać, a która miała go okaleczyć, a nawet o jego sekretnej współpracy z amerykańskimi bądź radzieckimi władzami.
W grudniu 1972, podczas prac budowlanych w centrum Berlina przy Invalidenstraße (w pobliżu Lehrter Bahnhof), odnaleziono szkielety dwóch mężczyzn. Na podstawie stanu uzębienia i innych cech anatomicznych zostały one formalnie zidentyfikowane przez niemiecki sąd jako szczątki Bormanna i Stumpfeggera. 11 kwietnia 1973 prokurator generalny Horst Gauf poinformował, że zgodnie z ustaleniami niemieckiego wymiaru sprawiedliwości Martin Bormann zginął wczesnym rankiem 2 maja 1945 w trakcie ostatnich walk w Berlinie. Szczątki Bormanna zostały zidentyfikowane i przekazane rodzinie celem pochówku.
W czaszkach obu szkieletów znaleziono drobiny szkła po kapsułkach cyjanku, co oznaczałoby, iż obaj popełnili samobójstwo przez zażycie tej trucizny. Badania DNA wykonane w 1998 roku potwierdziły trafność orzeczenia sądu. Rodzina Bormanna nie pozwoliła na pochówek, nie chcąc, aby jego grób stał się obiektem pielgrzymek neonazistów. Kości poddano więc kremacji, a ich prochy zostały rozrzucone przez pierworodnego syna Bormanna na wodach Bałtyku.

## Życie osobiste
2 września 1929 roku Bormann poślubił 19-letnią Gerdę Buch (ur. 23 października 1909, zm. 23 marca 1946), której ojciec, major Walter Buch, pełnił funkcję przewodniczącego Untersuchungs- und Schlichtungs-Ausschuss (USCHLA; Komisja Śledcza i Rozliczeniowa), która była odpowiedzialna za rozstrzyganie sporów. Hitler był częstym gościem w domu Buchów i to tutaj spotkał go Bormann. Hess i Hitler byli świadkami na weselu. Bormann miał również szereg kochanek, w tym aktorkę Manję Behrens.
Martin i Gerda Bormannowie mieli dziesiątkę dzieci:
- Martin Adolf Bormann (ur. 14.04.1930, zm. 11.03.2013); zwany Krönzi – skrót od Kronprinz, „książę korony”, otrzymał imię na cześć ojca chrzestnego Adolfa Hitlera
- Ilse Bormann (ur. 9.07.1931, zm. 1958); Jej siostra bliźniaczka, Ehrengard, zmarła wkrótce po urodzeniu. Ponieważ Ilse została nazwana na cześć swojej matki chrzestnej, Ilse Hess, jej imię zostało zmienione na „Eike” po ucieczce Rudolfa Hessa do Wielkiej Brytanii w 1941 roku.
- Irmgard Bormann (ur. 25.07.1933)
- Rudolf Gerhard Bormann (ur. 31.08.1934), otrzymał imię na cześć ojca chrzestnego Rudolfa Hessa. Po locie Hessa do Szkocji jego imię zostało zmienione na Helmut
- Heinrich Hugo Bormann (ur. 13.06.1936), otrzymał imię na cześć ojca chrzestnego Heinricha Himmlera
- Eva Ute Bormann (ur. 4.08.1938)
- Gerda Bormann (ur. 23.10.1940)
- Fritz Hartmut Bormann (ur. 4.03.1942)
- Voker Bormann (ur. 18.09.1943, zm. 1946)

Gerda Bormann z dziećmi uciekli 25 kwietnia 1945 po nalocie alianckim z Obersalzbergu do Południowego Tyrolu. Gerda zmarła na raka 23 marca 1946 w Merano. Dzieci przeżyły wojnę i znalazły się pod opieką w rodzinach zastępczych.